# Jan Carstenszoon
Jan Carstenszoon (auch Jan Carstensz) war ein niederländischer Seefahrer im 17. Jahrhundert.

## Wirken
1623 leitete er im Auftrag der Niederländischen Ostindien-Kompanie eine Expedition an die Küste Neuguineas. Carstenszoon befehligte die Pera; Kapitän des zweiten Schiffes der Expedition, der Arnhem, war Willem van Coolsteerd. Die Fahrt sollte die Berichte Willem Janszoons bestätigen, der 1606 die Region erstmals befahren hatte, und Kenntnisse von bisher für Europa unerforschten Ländern weiter südlich bringen.
Ausgehend von Ambon segelte Carstenszoon am 21. Januar 1623 in die Region der Torres-Straße. Er verfehlte die Durchfahrt jedoch wie Janszoon zuvor und segelte stattdessen an der Westseite der Kap-York-Halbinsel nach Süden in den Golf von Carpentaria, welchen er kartographierte und nach Pieter de Carpentier benannte, dem Generalgouverneur von Batavia. Bei einem Landgang traf er auf Aborigines, denen er jegliche Kenntnisse von Edelmetallen oder Gewürzen absprach und sie deshalb als „unterentwickelt“ und „notleidend“ bezeichnete. Die Besatzung der Pera entführte einen der Einheimischen und tötete einen weiteren der Gruppe, als diese den Gefangenen zu befreien versuchte.
Die Schiffe erreichten 17° 8′ südlicher Breite, bevor man sich zur Umkehr entschloss und auf unterschiedlichen Routen heimkehrte. Über das weitere Schicksal Carstenzoons nach der Rückkehr nach Ambon ist nichts bekannt, seine Entdeckungen waren jedoch bereits 1628 in neuen Karten enthalten.
Nach Carstenszoon ist die Carstensz-Pyramide benannt, der mit 4884 m höchste Gipfel Ozeaniens. Dabei waren Carstenszoons ursprüngliche Berichte von den gesichteten Gletschern des Berges seinerzeit in Europa verlacht worden, da man nicht bereit war, an Schnee in derart südlichen Gefilden zu glauben.